# Reffroy
Reffroy és un municipi francès situat al departament del Mosa i a la regió del Gran Est. L'any 2007 tenia 66 habitants.

## Demografia

### Població
El 2007 la població de fet de Reffroy era de 66 persones. Hi havia 29 famílies, de les quals 13 eren unipersonals (8 homes vivint sols i 5 dones vivint soles), 8 parelles sense fills i 8 famílies monoparentals amb fills.
La població ha evolucionat segons el següent gràfic:
Habitants censats

### Habitatges
El 2007 hi havia 43 habitatges, 32 eren l'habitatge principal de la família, 8 eren segones residències i 3 estaven desocupats. Tots els 43 habitatges eren cases. Dels 32 habitatges principals, 29 estaven ocupats pels seus propietaris i 3 estaven cedits a títol gratuït; 1 tenia una cambra, 6 en tenien dues, 4 en tenien tres, 10 en tenien quatre i 11 en tenien cinc o més. 26 habitatges disposaven pel capbaix d'una plaça de pàrquing. A 19 habitatges hi havia un automòbil i a 12 n'hi havia dos o més.

### Piràmide de població
La piràmide de població per edats i sexe el 2009 era:
| Homes | Edats   | Dones |
| ----- | ------- | ----- |
| 0     | 95 o +  | 0     |
| 0     | 90 a 94 | 0     |
| 0     | 85 a 89 | 0     |
| 0     | 80 a 84 | 0     |
| 4     | 75 a 79 | 0     |
| 4     | 70 a 74 | 0     |
| 0     | 65 a 69 | 4     |
| 0     | 60 a 64 | 0     |
| 4     | 55 a 59 | 0     |
| 0     | 50 a 54 | 4     |
| 0     | 45 a 49 | 0     |
| 0     | 40 a 44 | 4     |
| 8     | 35 a 39 | 8     |
| 0     | 30 a 34 | 0     |
| 4     | 25 a 29 | 4     |
| 0     | 20 a 24 | 0     |
| 8     | 15 a 19 | 4     |
| 0     | 10 a 14 | 4     |
| 4     | 5 a 9   | 4     |
| 4     | 0 a 4   | 8     |

## Economia
El 2007 la població en edat de treballar era de 34 persones, 16 eren actives i 18 eren inactives. De les 16 persones actives 14 estaven ocupades (7 homes i 7 dones) i 2 estaven aturades (1 home i 1 dona). De les 18 persones inactives 10 estaven jubilades i 8 estaven classificades com a «altres inactius».
Activitats econòmiques
Dels 4 establiments que hi havia el 2007, 1 era d'una empresa extractiva, 1 d'una empresa de fabricació d'altres productes industrials, 1 d'una empresa de transport i 1 d'una empresa d'hostatgeria i restauració.
L'any 2000 a Reffroy hi havia 3 explotacions agrícoles.

## Poblacions més properes
El següent diagrama mostra les poblacions més properes.